# SYRIZA
La Coalizione della Sinistra Radicale - Alleanza Progressista (in greco Συνασπισμός Ριζοσπαστικής Αριστεράς - Προοδευτική Συμμαχία?, Synaspismos Rizospastikis Aristeras - Proodeftikí Symmachía; IPA: [sinaspizˈmos ɾizospastiˈcis aɾisteˈɾas prooðɛftiˈci simaˈçia]), meglio nota con il solo acronimo di SY.RIZ.A. (ΣΥ.ΡΙΖ.Α.; IPA: [ˈsiɾiza]), è un partito politico greco di sinistra, di ispirazione socialista democratica, socialdemocratica, eco-socialista, eurocomunista, anti-capitalista, no-global e marxista.
Sorto nel 2004 inizialmente come coalizione di partiti e politici indipendenti di area socialista democratica, eco-socialista,
trotskista, maoista ed eurocomunista, si è in seguito costituita come partito unico nel 2012; nel luglio del 2013 viene celebrato il primo congresso fondativo.
Alle elezioni parlamentari greche del 17 giugno 2012, SYRIZA è diventato il secondo partito per numero di voti ed il principale partito di opposizione al governo di Antōnīs Samaras.
Il 25 gennaio 2015, imponendosi come primo partito con il 36,3% dei voti, SYRIZA ha vinto le elezioni politiche, mancando tuttavia di due seggi (149 su 300) la maggioranza assoluta in Parlamento. A settembre dello stesso anno, SYRIZA vince nuovamente le elezioni anticipate.
Suo leader è stato, dal 2009 al 2023, Alexīs Tsipras, primo ministro della Grecia dal 2015 al 2019 ed ex presidente del Synaspismós, il principale tra i partiti fondatori. A questi è succeduto, dopo la sconfitta alle elezioni del giugno 2023, Stefanos Kasselakīs.

## Storia

### La nascita di SYRIZA
Benché si ritenga in genere che il SYRIZA ebbe l'avvio subito prima delle elezioni politiche del 2004, il processo che condusse alla sua formazione può essere ricondotto allo Spazio per il Dialogo, per l'unità e l'azione comune della sinistra (in greco: Χώρος Διαλόγου για την Ενότητα και Κοινή Δράση της Αριστεράς) nel 2001.

#### Lo "Spazio" del 2001
Lo Spazio era composto da varie organizzazioni della sinistra greca che, nonostante le diverse provenienze ideologiche e culturali, condividevano un'azione politica comune in numerosi importanti questioni che impegnavano la Grecia alla fine degli anni novanta: Guerra del Kosovo, privatizzazioni, diritti sociali e civili.
Lo Spazio fornì il terreno comune nel quale i partecipanti poterono lavorare assieme su temi come:
- le riforme neoliberistiche delle pensioni e del sistema di sicurezza sociale;
- l'opposizione alle leggi antiterrorismo;
- la preparazione della partecipazione greca alle manifestazioni popolari contro il G8 di Genova.[6]

Benché lo Spazio non fosse un'organizzazione, ma piuttosto uno sforzo per mettere insieme partiti e organizzazioni, diede vita ad alleanze elettorali per le elezioni amministrative del 2001; la più significativa di esse fu quella condotta da Manolis Glezos per la "superprefettura" di Atene-Pireo.
Lo Spazio costituì così il terreno comune dal quale numerosi partiti che lo costituivano lanciarono il Social forum greco, parte del Forum sociale europeo.

#### La nascita ufficiale di SYRIZA nel 2004
L'effettiva data di nascita di SYRIZA furono le elezioni parlamentari in Grecia del 2004. Molti dei partecipanti allo Spazio decisero di sviluppare una piattaforma comune che avrebbe condotto ad un'alleanza elettorale. Ciò portò all'effettiva formazione di SYRIZA nel gennaio 2004.
I partiti che formarono originariamente la Coalizione della sinistra radicale furono:
- Coalizione della Sinistra, dei Movimenti e dell'Ecologia (Synaspismós);
- Sinistra Ecologista Comunista Rinnovatrice (AKOA);
- Sinistra Operaia Internazionalista (DEA);
- Movimento per l'Unità d'Azione della Sinistra (KEDA) nato da una scissione del Partito Comunista di Grecia;
- Cittadini Attivi, l'organizzazione politica guidata da Manolis Glezos.

Alla nascita della Coalizione contribuirono anche numerosi attivisti di sinistra indipendenti.
Benché l'Organizzazione Comunista di Grecia (KOE) avesse partecipato allo Spazio, decise poi di non prendere parte alla Coalizione.
Alle elezioni la Coalizione raccolse 241.539 voti (il 3.3% del totale) ed elesse sei membri al Parlamento, tutti membri del Synaspismós, il più grande tra i partiti della coalizione. Ciò provocò aspre tensioni all'interno di SYRIZA.

### Crisi e rinascita di SYRIZA (2004 - 2006)

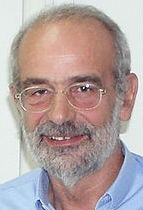
Alekos Alavanos

Dopo le elezioni del 2004, i partiti minori accusarono Synaspismós di non aver tenuto fede all'accordo secondo cui uno dei suoi eletti in parlamento avrebbe dovuto dimettersi per permettere a Yannis Bavias, leader della Sinistra Ecologista Comunista Rinnovatrice (AKOA), di prenderne il posto. La tensione crebbe fino a condurre alla scissione della Sinistra Operaia Internazionalista (DEA) e alla formazione del Kokkino, benché ambedue siano rimasti nella Coalizione.
Tre mesi dopo le elezioni legislative, il Synaspismós scelse di correre da solo per le elezioni europee del 2004 mentre molti dei piccoli partiti della coalizione sostennero la lista femminista Donne per un'altra Europa (gr. Γυναίκες για μια άλλη Ευρώπη).
La crisi terminò nel dicembre 2004, con il IV congresso del Synaspismós, quando la larga maggioranza del partito votò per la rivitalizzazione di SYRIZA. Questo diverso atteggiamento si rafforzò in seguito con l'elezione di Alekos Alavanos (un sostenitore della coalizione) come presidente del Synaspismós, dopo che il precedente leader, Nikos Konstantopoulos, era stato battuto.
La Coalizione si rafforzò ulteriormente durante l'organizzazione del Quarto Forum sociale Europeo, ad Atene nel maggio 2006 e con il successo dei candidati di SYRIZA alle elezioni amministrative del 2006. La lista per il comune di Atene era guidata dal trentenne Alexīs Tsipras, proposto da Alavanos che aveva dichiarato il Synaspismós «aperto alle nuove generazioni».

### Il successo inaspettato alle elezioni del 2007

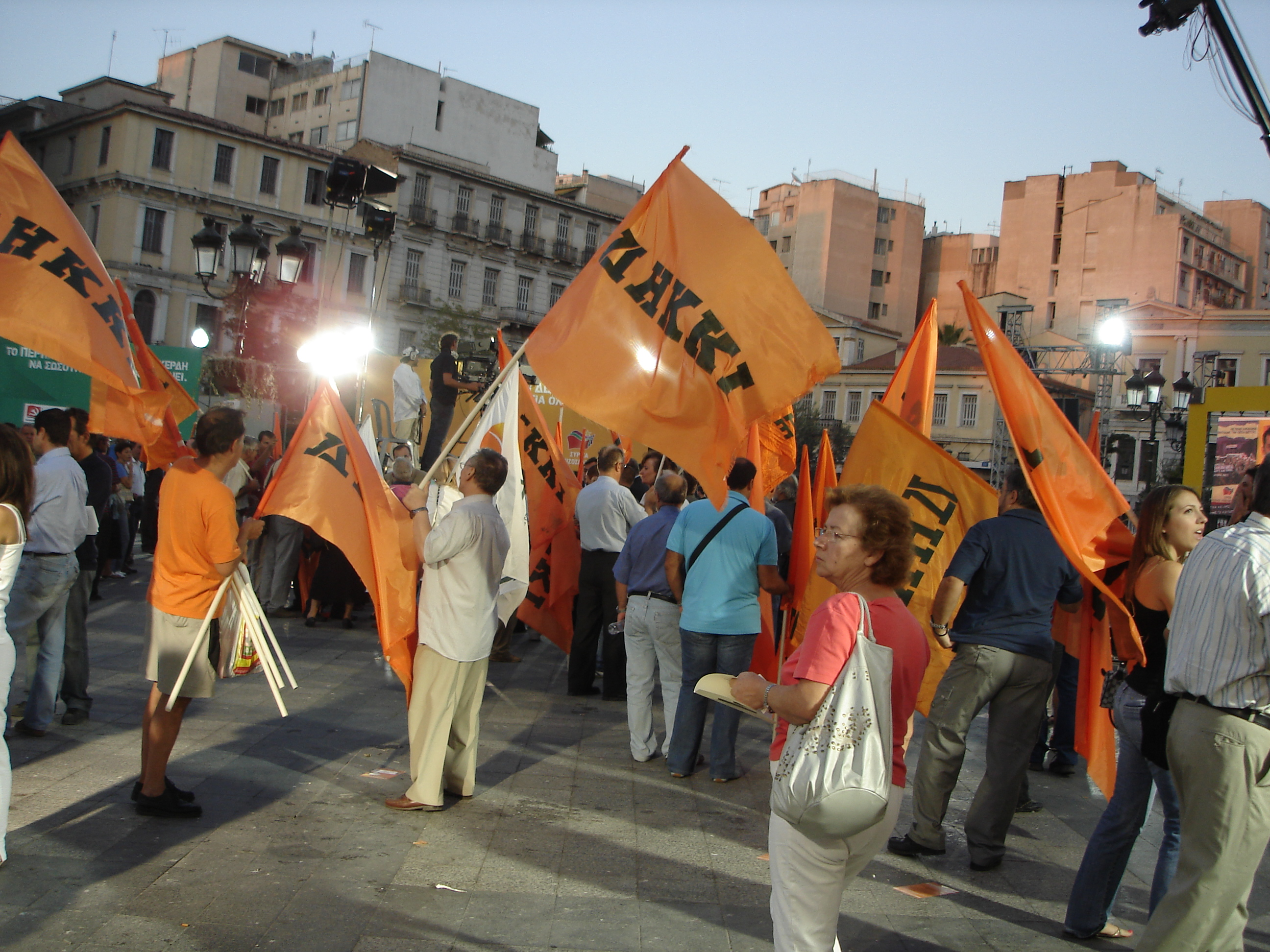
Attivisti del DIKKI ad una manifestazione a sostegno di SYRIZA, nel 2007

La Coalizione della Sinistra Radicale fu la grande sorpresa delle elezioni politiche del 2007. Essa aumentò il proprio consenso di 120.000 voti e raggiunse un inaspettato 5,04%.

#### Antefatto
Prima delle elezioni, il 22 giugno, i partiti aderenti concordarono una dichiarazione comune. Firmarono la "Dichiarazione della Coalizione della Sinistra Radicale", creando la piattaforma comune sulla quale la Coalizione avrebbe partecipato alle prossime elezioni e le basi dell'alleanza politica.
La coalizione era anche accresciuta di partecipanti, rispetto alla sua composizione originaria del 2004. Nel giugno 2007 l'Organizzazione Comunista di Grecia (KOE) annunciò la propria partecipazione alla Coalizione.
Il 21 agosto aderì anche il gruppo ambientalista Intervento Ecologico (gr. Οικολογική Παρέμβαση); il giorno seguente il Movimento Sociale Democratico (DIKKI) annunciò anch'esso la propria partecipazione alla coalizione.
Il 2 settembre la Corte di Cassazione (gr. Άρειος Πάγος) rifiutò di includere il nome del DIKKI nella coalizione elettorale di SYRIZA, dichiarando che le procedure interne seguite dal DIKKI erano irregolari. Ciò fu duramente criticato da SYRIZA e dal DIKKI, come interferenza indebita nell'attività politica interna di partito.

#### Dopo le elezioni: Tsipras diventa presidente del partito

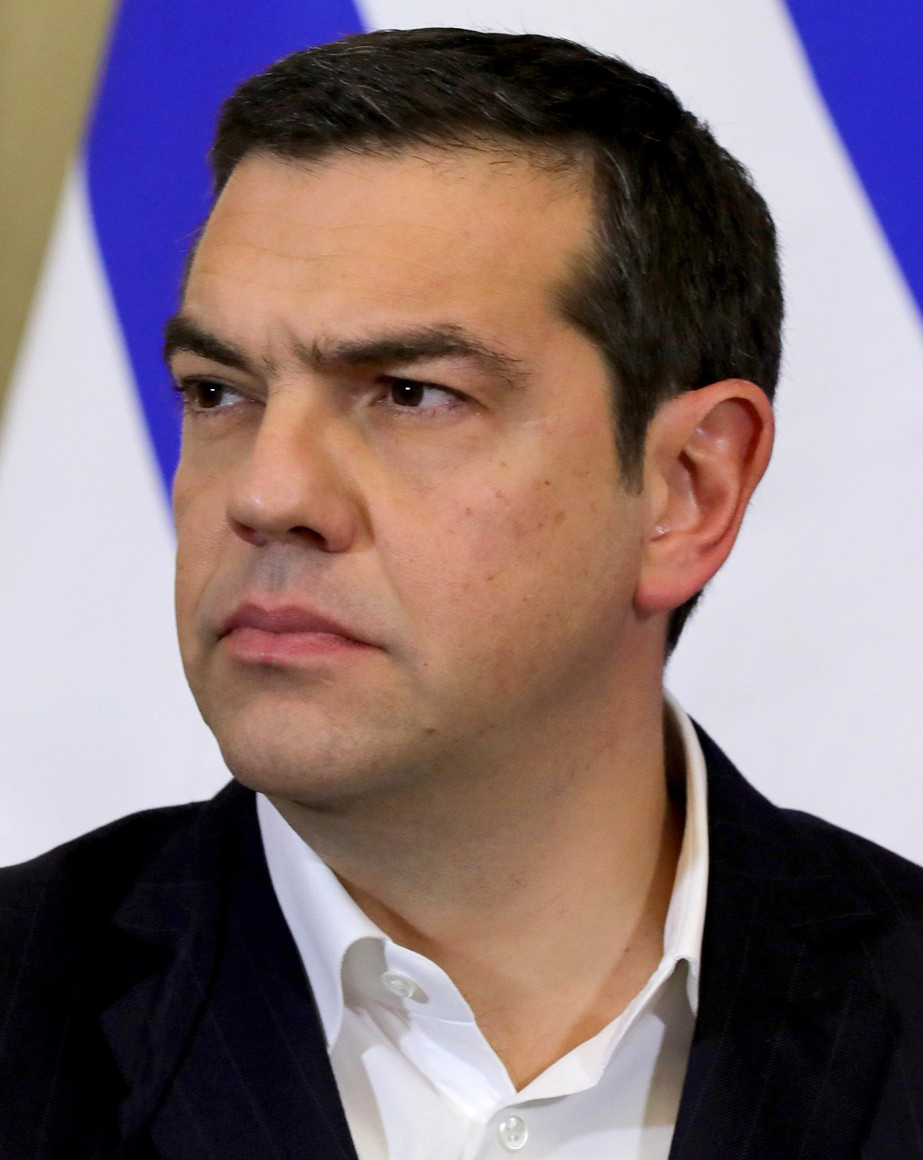
Alexīs Tsipras, leader di SYRIZA dal 2008 al 2023.

Il 27 novembre del 2007, Alavanos annunciò che, per motivi personali, non avrebbe rinnovato la propria candidatura alla presidenza del Synaspismós.
Il V congresso del Synaspismós elesse presidente il trentatreenne Alexīs Tsipras, il 10 febbraio 2008. Alavanos mantenne, comunque, la presidenza del gruppo parlamentare del SYRIZA.
Tsipras raggiunse una considerevole popolarità tra l'elettorato greco: ciò ha condotto ad una significativa crescita di SYRIZA nei sondaggi elettorali, fino al 18%.

### Dal 2008 al 2011
Alla fine di giugno del 2008, la formazione trotskista Xekinima annunciò di volersi unire alla coalizione.
Alle elezioni europee del 2009 SYRIZA ottenne il 4,7% dei voti, ottenendo l'elezione di un europarlamentare (sui 22 spettanti alla Grecia).
Alle elezioni parlamentari dello stesso anno, SYRIZA ottenne il 4,6% e 13 deputati su 300, tra cui Tsipras che divenne presidente del gruppo parlamentare.
Nel 2010 quattro deputati di SYRIZA (tra cui Fotis Kouvelis) lasciarono la coalizione e costituirono il partito Sinistra Democratica (DIMAR).

### Nel 2012 SYRIZA diventa il secondo partito greco
Con le elezioni parlamentari del maggio 2012 SYRIZA diviene la seconda forza del parlamento greco, preceduta da Nuova Democrazia e seguita dal PASOK. Questo risultato avviene in un quadro di malcontento generale della popolazione greca verso le politiche per porre rimedio alla crisi del debito pubblico nazionale.
In seguito alla constatazione del leader di Nuova Democrazia di non poter riuscire a formare un governo che avesse una solida maggioranza, il leader di SYRIZA, Alexīs Tsipras, viene incaricato dal Presidente della Repubblica Karolos Papoulias di cominciare le trattative per formare una coalizione di partiti che abbiano la maggioranza dei deputati all'interno del Parlamento greco.
Il 10 maggio 2012 Tsipras annuncia che non riuscirà a formare il governo poiché non dispone di un numero di deputati sufficiente per avere la maggioranza in Parlamento. Tsipras rimette dunque il mandato nelle mani del Presidente della Repubblica che, il giorno dopo, incaricherà il leader del PASOK di formare un nuovo governo.
Il 15 maggio, a causa del fallimento del leader del PASOK e dopo un ultimo estremo tentativo, il presidente della Repubblica Karolos Papoulias dichiara che nessun accordo è stato raggiunto dai partiti per formare una maggioranza di Governo e che quindi la Grecia tornerà alle urne probabilmente la seconda settimana di giugno.
Il 16 maggio si apprende la notizia che il Presidente del Consiglio di Stato greco Panagiōtīs Pikrammenos dirigerà ad interim il Governo greco per portarlo alle elezioni di giugno. Papoulias aveva proposto di estendere il mandato del già capo del governo Lucas Papademos, ma la proposta viene scartata a causa dell'opposizione della sinistra radicale (SYRIZA e KKE).
Il 22 maggio, SYRIZA decide di costituirsi come partito unico, unificando definitivamente tutte le varie componenti al suo interno. Il motivo principale di questa scelta è da ricercarsi nella legge elettorale greca, che attribuisce al partito con più voti un bonus di 50 seggi: presentandosi come "coalizione di partiti", in caso di vittoria, SYRIZA non avrebbe potuto usufruire di questa possibilità.
Il nome ufficiale del partito, a seguito di questa unificazione, sarà d'ora in poi "Coalizione della Sinistra Radicale - Fronte Sociale Unitario".
Alle elezioni del mese dopo SYRIZA si conferma secondo partito e fin dall'inizio annuncia di voler restare all'opposizione.

### Dopo le elezioni: le battaglie politiche dentro e fuori dal Parlamento

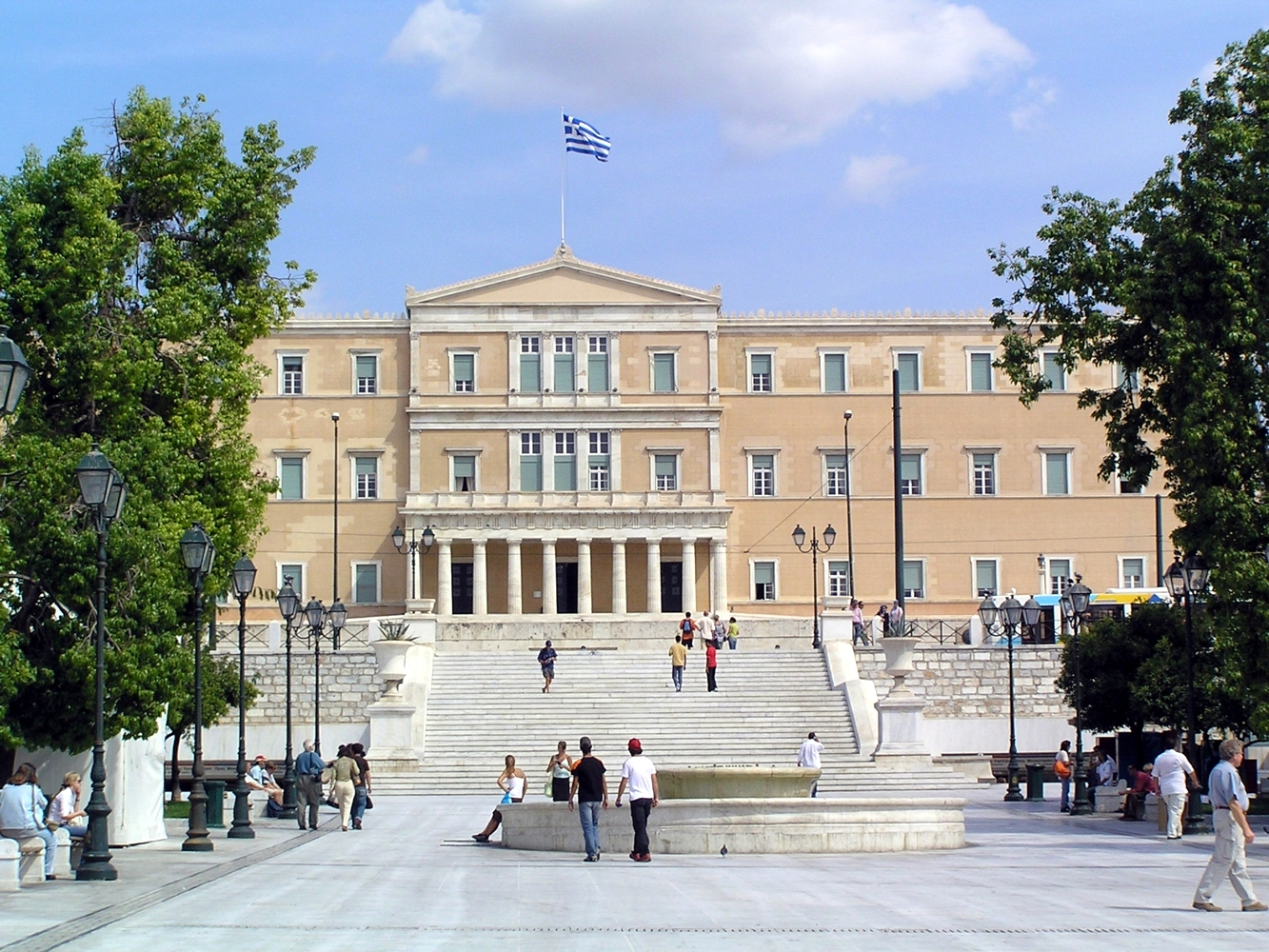
Piazza Syntagma, sede del Parlamento greco, dove si sono svolte numerose manifestazioni a cui ha partecipato SYRIZA.

Nel settembre 2012, Alexīs Tsipras durante una conferenza stampa a Bruxelles affermò a nome del partito:
In quell'occasione egli auspicò la «ricostruzione dell'Eurozona in base ai principi della coesione sociale e della democrazia».
Il 7 novembre 2012 il partito ha organizzato una manifestazione in piazza Syntagma per contestare il voto favorevole del parlamento sulle politiche di austerity imposte dall'Unione europea alla Grecia.
Il 18 gennaio 2013 il Parlamento greco, con 265 voti su 300, vota a favore dell'istituzione di una commissione di inchiesta per valutare l'operato dell'ex ministro dell'economia del PASOK Georgos Papaconstantinou: egli avrebbe rimosso i nomi di tre suoi parenti dalla cosiddetta Lista Lagarde, ossia un documento che contiene i nomi di centinaia di possibili evasori fiscali greci con depositi in Svizzera. Nella stessa seduta il Parlamento ha respinto la proposta di SYRIZA, che voleva un'indagine anche su possibili responsabilità penali, per la stessa vicenda, di un altro ex Ministro delle Finanze e attuale leader del PASOK, Evangelos Venizelos.
Il 14 febbraio 2013 il partito ha promosso una manifestazione pacifica davanti al Ministero delle Finanze greco, a seguito delle dichiarazioni del segretario generale dello stesso ministero che auspicava la riduzione del salario minimo, che si attestava a 500 euro. Tra i partecipanti vi erano anche due parlamentari di SYRIZA (Kostas Barkas e Vangelis Diamantopoulos) che vennero gettati a terra dai reparti speciali di polizia greca (MAT), che erano stati incaricati di disperdere la manifestazione, e vennero presi a calci nonostante avessero mostrato alle forze dell'ordine la loro tessera da parlamentari.
Nei primi mesi del 2013 SYRIZA ha guadagnato numerosi consensi elettorali, arrivando a diventare il primo partito greco per intenzioni di voto.
Il 13 aprile 2013, SYRIZA ha chiesto le dimissioni del governo di centro-destra e le elezioni anticipate. Secondo il leader del partito, questa è «l'unica soluzione per superare la difficile situazione economica in Grecia».

#### I contrasti con Alba Dorata
Il 5 aprile 2013 alcuni membri di Alba Dorata hanno aggredito alcuni immigrati, nei pressi di Chania, e poi hanno organizzato una manifestazione provocatoria, davanti alla sede del KKE; in seguito si sono scagliati anche contro alcuni supporter dell'AEK Atene. A seguito di ciò il segretario locale di Alba Dorata, Stelios Vlamakis, è stato gettato in mare da un gruppo di comunisti, di tifosi dell'AEK Atene e di antifascisti. L'indignazione si è diffusa tra la popolazione della città, e il giorno dopo, a seguito di un appello di SYRIZA, circa 2500 persone sono scese in piazza per condannare l'episodio xenofobo.
Il 18 maggio 2013, durante una seduta del Parlamento Ellenico in cui si stava discutendo un disegno di legge antirazzista, il parlamentare di Alba Dorata Panagiotis Iliadis venne richiamato numerose volte dal presidente di turno dell'aula, Iannis Dragasakis (SYRIZA), a causa dei toni aggressivi del suo discorso nei confronti del Ministro della Giustizia e del leader di SYRIZA. In seguito il deputato è stato espulso dall'aula dopo aver intimato al vicepresidente del parlamento di «stare seduto». Nell'uscire dall'aula il deputato ha scandito per tre volte lo slogan «Heil Hitler», scatenando l'indignazione generale dei deputati. Successivamente Dragasakis ha deciso di applicare, per la prima volta nella storia della Repubblica greca, l'articolo 80 del "Regolamento del Parlamento" per il «comportamento antiparlamentare», che prevede dure sanzioni per l'autore dello slogan. Il giorno seguente Alexīs Tsipras, leader di SYRIZA, ha accusato Nuova Democrazia di «non aver preso posizione contro i neonazisti di Alba Dorata».

#### Reazioni alla chiusura della ERT

Il logo di ERT (Ellinikí Radiofonía Tileórasi), l'azienda radiotelevisiva di stato greca. Nel 2013 lo share era del 20%.

Il portavoce del governo greco Simos Kedikoglou, annunciò la chiusura della ERT, la radiotelevisione pubblica greca, l'11 giugno 2013 e il licenziamento di tutti i suoi 2.500 dipendenti, nell'ambito del programma di privatizzazioni delle aziende a partecipazione statale concordato con la «troika» (UE, BCE e FMI).
SYRIZA ha partecipato alle varie manifestazioni per difendere la ERT dalla chiusura e per chiedere le dimissioni del governo di centro-destra:
(Teodoro Andreadis Synghellakis, In rivolta per la tv pubblica, il manifesto, 13 giugno 2013)
Il leader di SYRIZA, Alexīs Tsipras, ha affermato che la chiusura della televisione pubblica è un «colpo di Stato», e ha dichiarato in Parlamento, rivolto al Ministro delle Finanze:
In seguito il più grande sindacato dei dipendenti dell’emittente pubblica (Pospert) ha presentato ricorso all'Alta Corte di Stato ellenica, sostenendo che il provvedimento di chiusura di ERT presentato dal governo fosse incostituzionale.
Il 18 giugno 2013 l'Alta Corte di Stato ha accolto il ricorso e ha giudicato incostituzionale il decreto di chiusura dell'ERT. La corte ha inoltre disposto che il segnale dell'emittente pubblica deve rimanere in onda fino a quando il governo greco non avvierà la riforma delle comunicazioni nazionali, varando la nuova versione della televisione di Stato.
Infatti:
A seguito della notizia, Tsipras ha dichiarato che: «Il colpo di Stato tentato da Samaras con ERT, significa la decapitazione di migliaia di lavoratori e il diritto dei cittadini greci ad essere informati. Esso ha rivelato i limiti del memorandum e della politica di governo Samaras. [...] La vita del governo si è conclusa oggi».

### Le elezioni europee del 2014: SYRIZA è il primo partito della Grecia
In vista delle elezioni europee del 2014, il Partito della Sinistra Europea, di cui SYRIZA fa parte, ha scelto come proprio candidato alla Presidenza della Commissione europea il leader del partito Alexīs Tsipras.
I temi principali affrontati da Tsipras in campagna elettorale sono la crisi economica, la proposta di un New Deal europeo, la contestazione delle politiche di austerity dell'UE e la critica al neoliberismo.
Alle elezioni europee del 2014, il partito ha ottenuto più del 26% dei voti superando di tre punti Nea Dimokratia, la formazione politica di centro-destra europeista del primo ministro Antōnīs Samaras, e diventando così il primo partito della Grecia.
L'avvenimento ha avuto grande risalto sulla stampa nazionale ed internazionale, poiché è stata la prima volta che un partito di sinistra ha vinto le elezioni in Grecia.
I parlamentari di Syriza donano parte delle loro indennità all'organizzazione greca Solidarity4all, che finanzia mense e farmacie, cliniche, programmi di assistenza legale per i poveri, ecc.

### La vittoria alle elezioni politiche del 2015

#### L'antefatto
Nel mese di dicembre del 2014, il Parlamento greco è stato chiamato ad eleggere il nuovo Presidente della Repubblica così come stabilito dalla Costituzione greca.
La maggioranza di governo, composta da ND e PASOK, propose il nome di Stavros Dimas mentre le opposizioni (tra cui SYRIZA) non proposero alcun candidato, limitandosi a votare contro Dimas in tutte e tre le votazioni.
Il 29 dicembre 2014, non raggiungendosi il quorum necessario per l'elezione alla terza ed ultima votazione, il parlamento venne sciolto, così come stabilito dalla Costituzione, dovendosi procedere ad elezioni anticipate. Il primo ministro Antōnīs Samaras ha annunciato nuove elezioni parlamentari per il 25 gennaio 2015.
I sondaggi precedenti alle elezioni del 2015 hanno visto SYRIZA stabilmente al primo posto per intenzioni di voto.

#### Risultati e conseguenze del voto
Il 25 gennaio 2015 Syriza (in una lista unitaria con i Verdi Ecologisti) vince le elezioni parlamentari, imponendosi come primo partito e ottenendo il 36,3% dei voti.
La notizia conquista le prime pagine delle principali testate internazionali.
Il partito ottiene 149 seggi su 300, mancando di due seggi la maggioranza assoluta in Parlamento. Per tale scopo Pános Kamménos, leader dei Greci Indipendenti (conservatori euroscettici), ha annunciato un'alleanza con SYRIZA per poter formare il nuovo esecutivo.

#### Alexis Tsipras Primo ministro della Grecia
Il 26 gennaio 2015 Alexīs Tsipras leader di Syriza giura dinanzi al Presidente della Repubblica della Grecia e assume la carica di Primo ministro della Grecia formando un nuovo Governo.

#### Accordi con l'Europa
A seguito della sua elezione a primo ministro, Tsipras, tenta di fare accordi riguardo alla rinegoziazione del debito con l'Unione europea e col Fondo Monetario Internazionale. Tuttavia il governo non è disposto ad accettare le proposte dei creditori e decide di indurre un referendum in cui verrà chiesto se accettare o no le proposte. Col 61,3% vince il NO (OXI in greco). Il giorno antecedente ai risultati (6 luglio) il ministro delle finanze Varufakis però si dimette. Così Tsipras torna a parlare coi creditori e il 13 luglio si raggiunge un accordo, anche se obbliga ad introdurre misure di austerità.

#### Nascono le polemiche interne a Syriza
Il parlamento approva il nuovo pacchetto di riforme del governo grazie ai voti di Nuova Democrazia, To Potami e PASOK. Tuttavia tali riforme (maggiori tasse e allungamento dell'età pensionabile) sono molto contestate dalla minoranza di sinistra Piattaforma di Sinistra. Successivamente Tsipras si dimette da capo del governo e induce nuove elezioni previste per settembre. Ad agosto 25 deputati di Syriza fuoriescono dal partito e creano il gruppo di Unità Popolare, guidati dall'ex ministro Panagiotis Lafazanis e dalla presidente del Parlamento greco Zoi Konstantopolou.

#### La nuova vittoria alle politiche anticipate di settembre 2015
Dopo le dimissioni di Alexīs Tsipras da Primo Ministro della Grecia a causa della scissione dell'ala sinistra anti-euro contraria alla firma del terzo memorandum voluto dal Governo e alla conseguente perdita della maggioranza in Parlamento, il Paese torna alle elezioni politiche anticipate in settembre per la terza volta in un anno. Secondo tutti i sondaggi ci sarebbe stato un testa a testa tra SYRIZA dell'ex premier Tsipras e ND guidata dal segretario pro-tempore, l'ex Presidente del Parlamento ed ex Ministro della Difesa, Vangelīs Meimarakīs. Tsipras ha chiesto la maggioranza assoluta aprendo alla conferma dell'alleanza con gli indipendentisti greci di destra ANEL in chiave anti-austerità lasciando la porta aperta alle forze socialdemocratiche europeiste come PASOK-DIMAR e Il Fiume mentre nega una grossa coalizione con Nuova Democrazia come auspicato da Memarakis. Tsipras ha ribadito il rispetto del memorandum promettendo pero una rinegoziazione del debito greco e sacrifici spalmati in modo equitativo.
Le elezioni confermano la fiducia in SYRIZA che con il 35,5% ottiene 145 seggi pari a 1,925,904 voti riuscendo così a formare una coalizione con i 10 deputati di destra di ANEL, con una maggioranza di 155 deputati su 300 totali. Rispetto a gennaio SYRIZA perde solo lo 0,8% pari a 4 seggi (ne guadagna 22 però considerando anche la scissione del partito di Unità Popolare).

#### Elezioni del 2019 e opposizione
In seguito ai cattivi risultati ottenuti alle elezioni europee Alexis Tsipras convoca le elezioni anticipate per settembre, nelle quali il partito perde la maggioranza e passa all'opposizione.
Nelle elezioni del maggio 2023 Syriza si conferma secondo partito, Nuova Democrazia, vincitrice, non riesce però a ottenere la maggioranza, a seguito della legge proporzionale senza premio di maggioranza approvata da Syriza nel 2016, vengono convocate nuove elezioni. Nelle elezioni di giugno Syriza perde un 2.24% rispetto a quelle di maggio, confermandosi secondo partito con lo status di Opposizione Ufficiale. Quattro giorni dopo le elezioni Tsipras si dimette da segretario, rimanendo però in carica come deputato. Alle primarie è eletto segretario Stefanos Kasselakis, che dopo le elezioni dichiara che vuole trasformare Syriza in un partito come il Partito Democratico americano. Kasellakis è criticato per aver sostenuto Nuova Democrazia in passato. Durante una riunione del comitato centrale il segretario attacca la minoranza interna del partito portando alla scissione 45 membri del comitato centrale e due deputati della corrente Umbrela, guidata da Eucleidis Tsakalotos. Il 16 novembre anche l'eurodeputato Petros Kokkalis lascia il partito e si iscrive al gruppo Verdi/ALE, fondando poi il proprio partito Kosmos. Il 23 novembre 2023 nove deputati, un eurodeputato e altri 57 membri del comitato centrale della corrente 6 + 6 annunciano l'uscita dal partito guidati da vari ministri dei governi Tsipras, tra cui Effie Achstioglu, principale sfidante di Kasellakis nelle primarie. Nel novembre 2023 per la prima volta dal 2015 Syriza era terza nei sondaggi, dietro al PASOK. A dicembre gli scissionisti di Umbrela e 6 + 6 annunciano la fondazione di un nuovo partito: Nuova Sinistra.

#### Mozione di censura contro Kasselakis
Il 7 settembre 2024 cento membri del comitato centrale presentano una mozione di censura contro il segretario Stefanos Kasselakis, accusando il segretario di aver spostato a destra il partito provocando le sconfitte elettorali. Il giorno seguente 163 su 300 membri del comitato centrale dichiarano Kasselakis decaduto dal suo ruolo.
Le nuove elezione per la scelta del segretario si tengono il 24 novembre 2024. I candidati sono Pavlos Polakis, Sokratis Famellos, Nikolas Farantouris e Apostolos Gletsos, di questi solo i primi due accedono al ballottagio. Dopo il ritiro dal ballottaggio di Polakis Sokratis Famellos diventa il nuovo segretario. A seguito del rifiuto della sua candidatura alla segreteria, Kasselakis lascia Syriza per fondare un nuovo movimento chiamato "Movimento Democratico", a cui aderiscono 5 deputati del partito, questa scissione porta Syriza ad avere 27 deputati, superato dal PASOK il partito perde lo status di opposizione ufficiale nel parlamento.

## Struttura

### Segretari
- Alekos Alavanos (2004-2009)
- Alexīs Tsipras (2009-2023)
- Stefanos Kasselakis (2023-2024)
- Sokratis Famellos (2024-)

## Ideologia

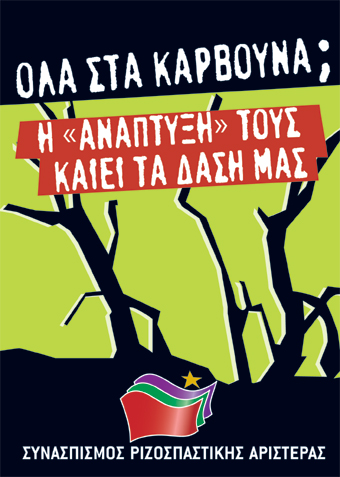
Manifesto elettorale di SYRIZA del 2007. Il manifesto testimonia l'adesione del partito ai valori dell'ecosocialismo. Lo slogan recita: «Il loro 'sviluppo' brucia le nostre foreste».

Il partito si richiama ai principi del socialismo democratico, della socialdemocrazia e dell'anticapitalismo.
La principale componente della coalizione originale SYRIZA, era composta da Synaspismós, un partito socialista democratico che sosteneva valori tipici dell'ecosocialismo, e dell'eurocomunismo, ma anche da altre realtà politiche ben differenziate che si richiamano in maniera più o meno esplicita al maoismo ed al trotskismo.
Per quanto riguarda le politiche economiche, SYRIZA si è sempre dichiarata contro le politiche neoliberiste dell'Unione europea e, in generale, delle istituzioni economiche internazionali. Per contrastare tali politiche il partito propone programmi di «giustizia sociale» e di «protezione dei diritti fondamentali».
Il partito, sin dalla sua fondazione, ha avuto al proprio interno una forte componente femminista e anti-razzista; da aggiungere che SYRIZA si definisce «movimento antifascista e antinazista».
SYRIZA mette al centro del proprio programma la legalizzazione del matrimonio omosessuale e delle politiche a favore del diritto di asilo per gli immigrati.
Altri punti programmatici sostenuti dal partito sono:
- Tagliare drasticamente la spesa militare.
- Adottare una tassa sulle transazioni finanziarie e anche una tassa speciale per i beni di lusso.
- La protezione del diritto alla istruzione, alla sanità e all'ambiente.
- Smilitarizzare la guardia costiera (in Grecia: Limenikò Sòma − Ellinikì Aktofylakì) e sciogliere le forze speciali anti-sommossa. Proibire la presenza di poliziotti con il volto coperto o con armi da fuoco nelle manifestazioni. Cambiare i corsi per poliziotti in modo da mettere in primo piano i temi sociali come l'immigrazione, le droghe o l'inclusione sociale.
- Depenalizzare il consumo di droghe, combattendo solo il traffico. Aumentare i fondi per i centri di disintossicazione.
- Nazionalizzare gli ospedali privati. Eliminare ogni partecipazione privata nel sistema pubblico sanitario ed eliminare i ticket a carico dei cittadini nel servizio sanitario.
- Esigere dalla UE un cambiamento nel ruolo della BCE perché finanzi direttamente gli Stati e i programmi di investimento pubblico.
- Sottoporre a referendum vincolanti i trattati e altri accordi rilevanti europei.

Nel gennaio 2013 un deputato di SYRIZA, Tasos Kourakis ha presentato al Parlamento greco una proposta di legge che prevede la separazione netta tra Chiesa ortodossa e Stato, mai realizzata nel paese. Progetti come questi testimoniano il forte laicismo del partito, sostenuto da tutte le sue componenti.

### Il rapporto con l'Unione europea
SYRIZA è stata spesso accusata dai suoi avversari politici e dalla stampa di essere contraria all'euro e alla permanenza della Grecia nell'Unione europea. Tuttavia il partito non ha mai messo in dubbio la permanenza della Grecia in Europa e nella moneta unica.
Il leader di SYRIZA ha infatti affermato che «se la sinistra radicale rappresentata da SYRIZA vincerà le prossime elezioni, la Grecia rimarrà nell'Euro».
SYRIZA avverte l'assoluta necessità di cambiare le politiche economiche dell'UE (a cominciare dalle politiche di austerity), giudicate troppo a favore dei «poteri forti» (come banche e grandi imprese). Il partito ritiene che per uscire dall'attuale crisi economica sia d'obbligo mettere al centro delle politiche economiche europee temi come: il lavoro, lo stato sociale, il reddito, la tutela e i diritti dei più deboli e i «beni comuni».
Si può ben dire, riassumendo, che SYRIZA sia un partito con una sua particolare visione europeista e contrario alle politiche di austerity.

Nell'ottobre 2012, a seguito della visita di Angela Merkel ad Atene, il leader di SYRIZA, Alexīs Tsipras dichiarò:
Nel dicembre 2012 il comitato centrale di SYRIZA ha approvato, con il 75%, una mozione che sostiene il mantenimento della Grecia nell'Unione europea; nonostante questo SYRIZA continua a contestare in maniera decisa le politiche di austerity imposte dall'Europa alla Grecia, in particolare per quanto riguarda le privatizzazioni dei servizi pubblici, i tagli agli stipendi dei dipendenti statali e l'aumento della pressione fiscale.

Il 9 dicembre 2012 alcuni membri del partito, con una fiaccolata ad Oslo insieme a gruppi no-global, hanno contestato duramente la decisione di assegnare il Premio Nobel per la pace all'Unione europea. Alcuni parlamentari di SYRIZA hanno dichiarato che:
Il 14 febbraio 2013, il parlamentare europeo di SYRIZA Nikos Houndìs ha rivolto un'interrogazione alla Commissione europea in merito alle politiche di austerity che il paese sta applicando su ordine della cosiddetta «troika» (UE, BCE e FMI). La stessa Commissione ha rilevato che il governo greco «deve garantire la conformità delle leggi approvate alla Costituzione greca»; a ciò si aggiunge il fatto che il "Tribunale Superiore" (la Corte costituzionale greca) si è pronunciato, in passato, contro tali politiche di austerity ritenendole in violazione dei principi costituzionali in materia di tutela dei diritti della persona e del lavoro.

## Partiti partecipanti

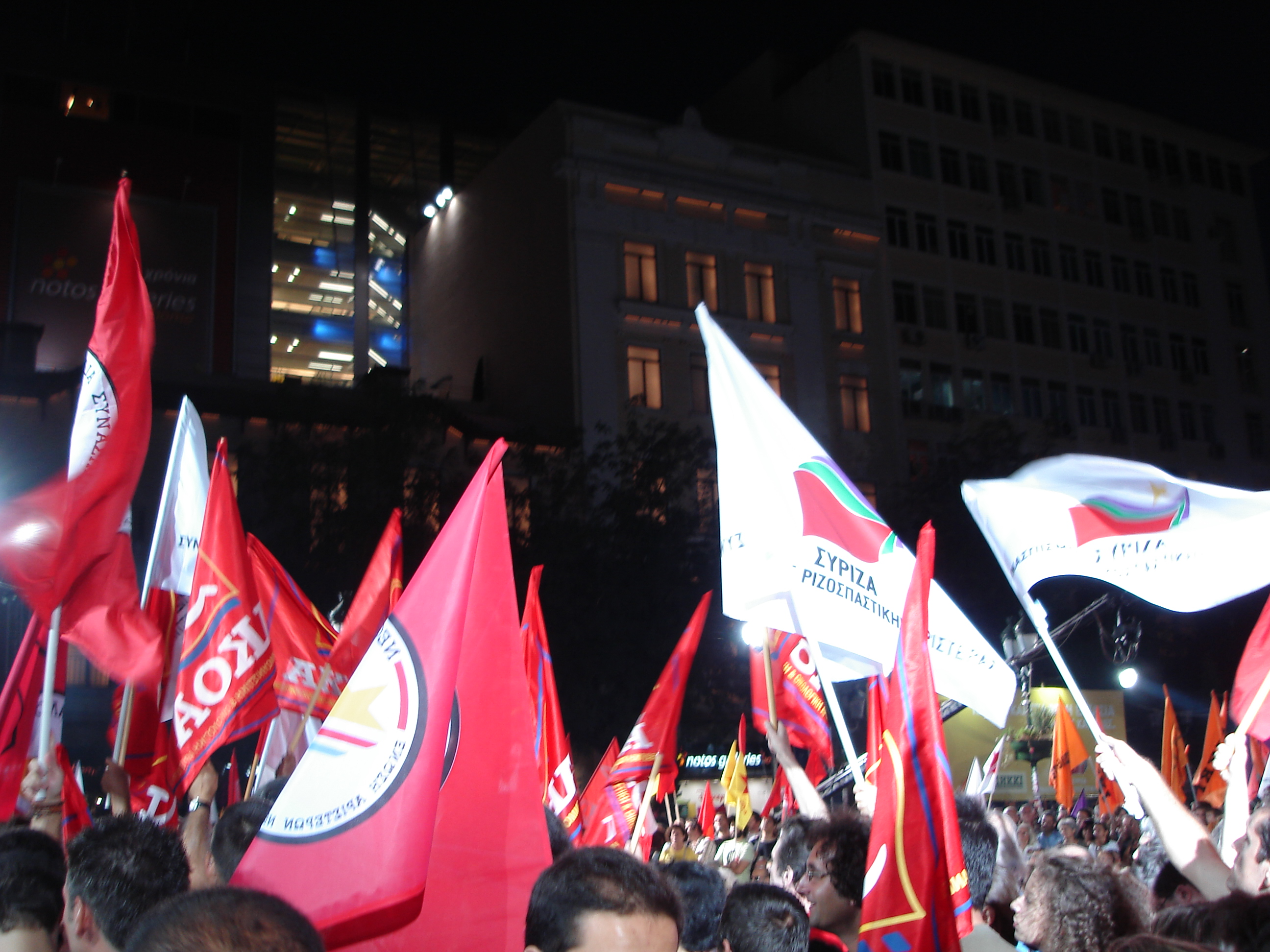
Manifestazione di SYRIZA nel 2007: sono ben visibili le bandiere di alcuni dei partiti che compongono la coalizione (Synaspismós, AKOA, DIKKI e Kokkino).

SYRIZA, attualmente, comprende i seguenti partiti:
| Partito o movimento politico                                                 | Ideologia                                                                               | Periodo   | Sito ufficiale                                                                                         |
| ---------------------------------------------------------------------------- | --------------------------------------------------------------------------------------- | --------- | --- |
| Cittadini attivi (Ενεργοί Πολίτες)                                           | Socialismo democratico Nazionalismo di sinistra                                         | dal 2004  | energw.gr. URL consultato il 6 marzo 2020 (archiviato dall'url originale l'11 luglio 2012).            |
| Gruppo Politico Anticapitalista (ΑΠΟ)                                        | Anti-capitalismo Comunismo Trotskismo                                                   | dal 2011  | antipol.wordpress.com.                                                                                 |
| Organizzazione Comunista di Grecia (KOE)                                     | Comunismo Maoismo                                                                       | dal 2007  | koel.gr.                                                                                               |
| Movimento Sociale Democratico (DIKKI)                                        | Socialismo democratico Eco-socialismo Euroscetticismo moderato Nazionalismo di sinistra | 2007-2016 | dikki.org.                                                                                             |
| Ecosocialisti di Grecia (Οικοσοσιαλιστές Ελλάδας)                            | Eco-socialismo                                                                          | 2008-2013 | ecosocialist.gr. URL consultato il 20 luglio 2012 (archiviato dall'url originale il 23 luglio 2012).   |
| Sinistra Operaia Internazionalista (DEA)                                     | Comunismo Trotskismo Internazionalismo proletario                                       | dal 2004  | dea.org.                                                                                               |
| Movimento per l'Unità d'Azione della Sinistra (KEDA)                         | Comunismo Marxismo-leninismo                                                            | dal 2004  | edromos.gr. URL consultato il 7 gennaio 2020 (archiviato dall'url originale il 10 maggio 2011).        |
| Gruppo di Sinistra Radicale Roza                                             | Comunismo Luxemburghismo Femminismo socialista                                          |           | — |
| Radicali (Ριζοσπάστες)                                                       | Socialismo democratico Nazionalismo di sinistra                                         | dal 2011  | rizospastes.gr. URL consultato il 12 settembre 2017 (archiviato dall'url originale il 14 giugno 2013). |
| Kokkino (Κόκκινο)                                                            | Comunismo Trotskismo                                                                    | 2004-2014 | kokkino.org.                                                                                           |
| Sinistra Ecologista Comunista Rinnovatrice (AKOA)                            | Eurocomunismo Eco-socialismo                                                            | 2004-2013 | akoa.gr. URL consultato il 15 novembre 2017 (archiviato dall'url originale il 3 febbraio 2006).        |
| Coalizione della Sinistra, dei Movimenti e dell'Ecologia (Synaspismós, SYN)  | Socialismo democratico Eco-socialismo Eurocomunismo Femminismo Pacifismo                | 2004-2013 | syn.gr.                                                                                                |
| Organizzazione Socialista Internazionalista (Xekinima) (aderente al CWI-CIO) | Trotskismo                                                                              |           | xekinima.org.                                                                                          |
| Movimento Unitario                                                           | Socialismo democratico Socialdemocrazia                                                 |           | enotikinisi.gr. URL consultato il 17 febbraio 2018 (archiviato dall'url originale il 28 aprile 2012).  |

## Presidenti
| N° | N° | Immagine | Presidente            | Mandato           | Mandato          | Primo ministro |
| -- | -- | -------- | --------------------- | ----------------- | ---------------- | -------------- |
| 1  |    |          | Nikos Konstantópoulos | 15 gennaio 2004   | 12 dicembre 2004 | –              |
| 2  |    |          | Alékos Alavanos       | 12 dicembre 2004  | 7 settembre 2009 | –              |
| 3  |    |          | Alexis Tsipras        | 7 settembre 2009  | 29 giugno 2023   | 2015–2019      |
| 4  |    |          | Stefanos Kasselakīs   | 24 settembre 2023 | 8 settembre 2024 | –              |
| 5  |    |          | Sōkrátīs Fámellos     | 24 novembre 2024  | in carica        | –              |

## Risultati elettorali
Dal 2004 al 2006 il partito si stava ancora costituendo: dunque si presentava alle elezioni come alleanza di alcune forze politiche. Dal 2007 sino al 2011 tutte queste forze si coalizzeranno tutte sotto il simbolo di SYRIZA, nonostante il partito rimanga ancora, de iure, una coalizione di più formazioni. Dal 2012 SYRIZA diventerà un unico partito.

### Elezioni parlamentari
| Anno        | Voti      | %      | +/-     | Seggi     | +/-     | Note                              | Fonte |
| ----------- | --------- | ------ | ------- | --------- | ------- | --------------------------------- | --- |
| 2004        | 241.637   | 3,26%  | Stabile | 6 / 300   | Stabile | Opposizione (# 4)                 | Ministero dell'Interno.                                                                                  |
| 2007        | 361.101   | 5,04%  | 1,78%   | 14 / 300  | 8       | Opposizione (# 4)                 | Ministero dell'Interno.                                                                                  |
| 2009        | 315.665   | 4,60%  | 0,44%   | 13 / 300  | 1       | Opposizione (# 5)                 | Ministero dell'Interno.                                                                                  |
| 2012-I      | 1.054.751 | 16,77% | 12,17%  | 52 / 300  | 39      | Opposizione (# 2)                 | Ministero dell'Interno.                                                                                  |
| 2012-II     | 1.655.022 | 26,89% | 10,72%  | 71 / 300  | 19      | Opposizione (# 2)                 | Ministero dell'Interno.                                                                                  |
| 2015-I      | 2.245.978 | 36,34% | 8,57%   | 149 / 300 | 78      | Governo di coalizione SYRIZA-ANEL | Ministero dell'Interno.                                                                                  |
| 2015-II     | 1.925.904 | 35,46% | 0,88%   | 145 / 300 | 4       | Governo di coalizione SYRIZA-ANEL | Ministero dell'Interno.                                                                                  |
| 2019        | 1.781.174 | 31,53% | 3,93%   | 86 / 300  | 59      | Opposizione (# 2)                 | Ministero dell'Interno. URL consultato l'8 luglio 2019 (archiviato dall'url originale il 7 luglio 2019). |
| 2023 (Mag.) | 1.184.500 | 20,07% | 11,46%  | 71 / 300  | 15      | Opposizione (# 2)                 | Ministero dell'Interno. URL consultato l'8 luglio 2019 (archiviato dall'url originale il 7 luglio 2019). |
| 2023 (Giu.) | 929.968   | 17,83% | 2,24%   | 48 / 300  | 23      | Opposizione (# 2)                 | Ministero dell'Interno. URL consultato l'8 luglio 2019 (archiviato dall'url originale il 7 luglio 2019). |

### Elezioni europee
| Anno | Voti      | %      | +/-     | Seggi  | +/-     | Note                                          | Fonte |
| ---- | --------- | ------ | ------- | ------ | ------- | --------------------------------------------- | --- |
| 2004 | 254.447   | 4,16%  | Stabile | 1 / 24 | Stabile | Partecipazione alle elezioni come Synaspismós | Ministero dell'Interno (archiviato dall'url originale il 30 agosto 2018).                                      |
| 2009 | 240.930   | 4,70%  | 0,54%   | 1 / 22 | Stabile | —                                             | Ministero dell'Interno.                                                                                        |
| 2014 | 1.518.608 | 26,57% | 21,90%  | 6 / 21 | 5       | # 1                                           | Ministero dell'Interno. URL consultato il 12 settembre 2017 (archiviato dall'url originale il 27 maggio 2014). |
| 2019 | 1 343 788 | 23,76% | 2,81%   | 6 / 21 | Stabile | # 2                                           | Ministero dell'Interno.                                                                                        |
| 2024 | 593 133   | 14,92% | 8,84%   | 4 / 21 | 2       | # 2                                           | |

## Galleria d'immagini

### Attività politica di SYRIZA

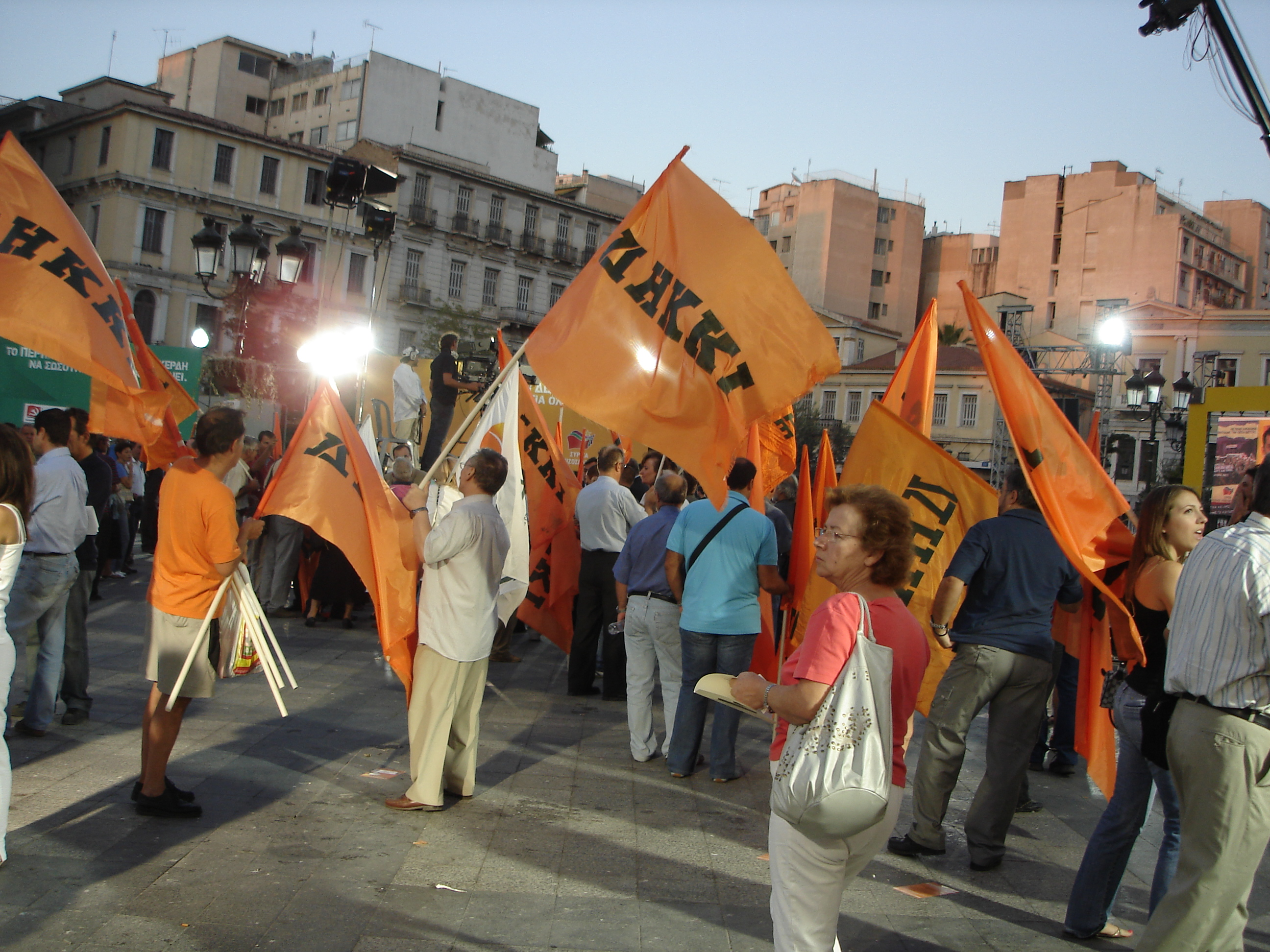
Attivisti del DIKKI, uno dei partiti che compongono SYRIZA, nel 2007.
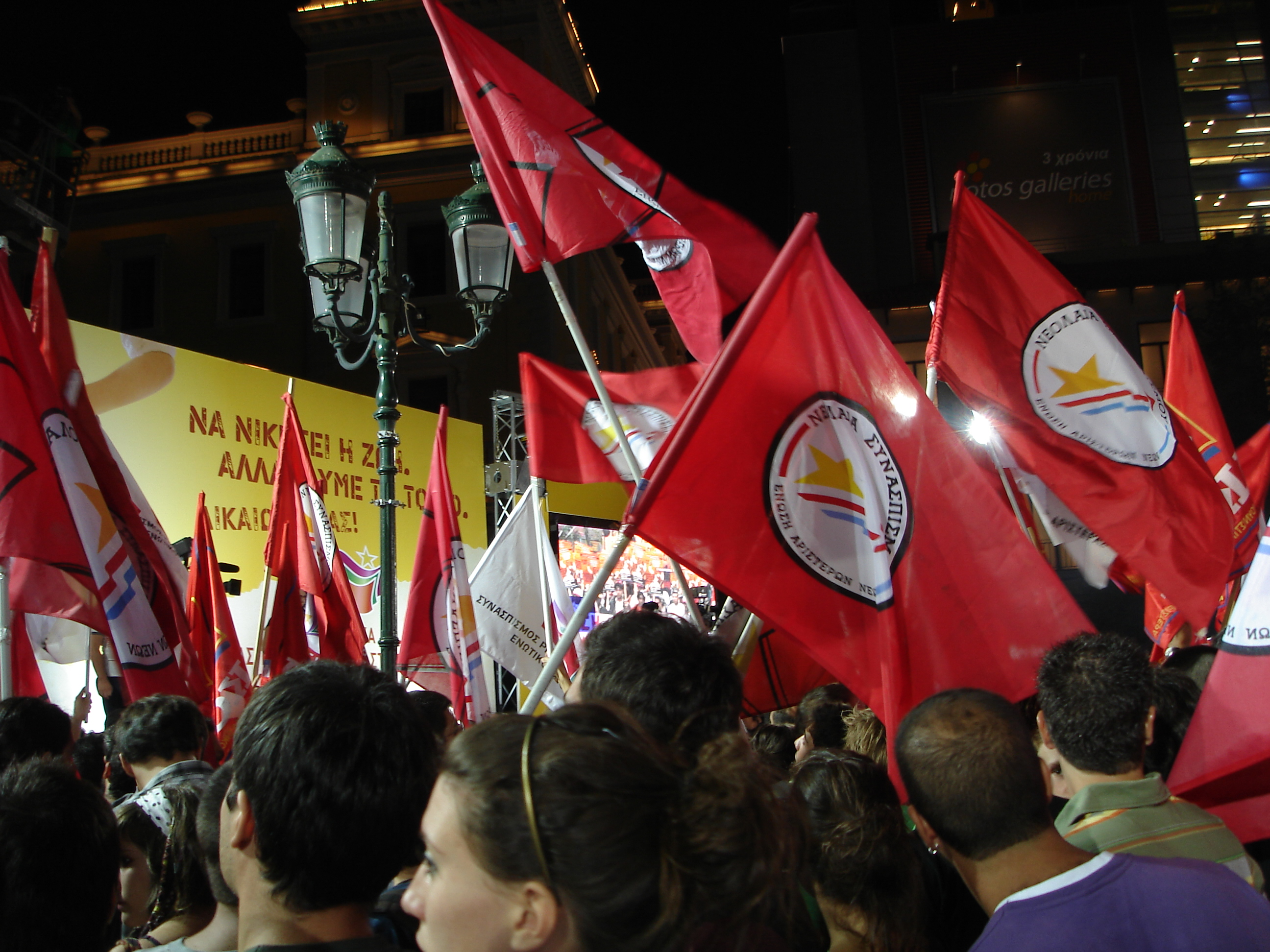
Manifestazione di attivisti del Coalizione della Sinistra, dei Movimenti e dell'Ecologia, nel 2007.
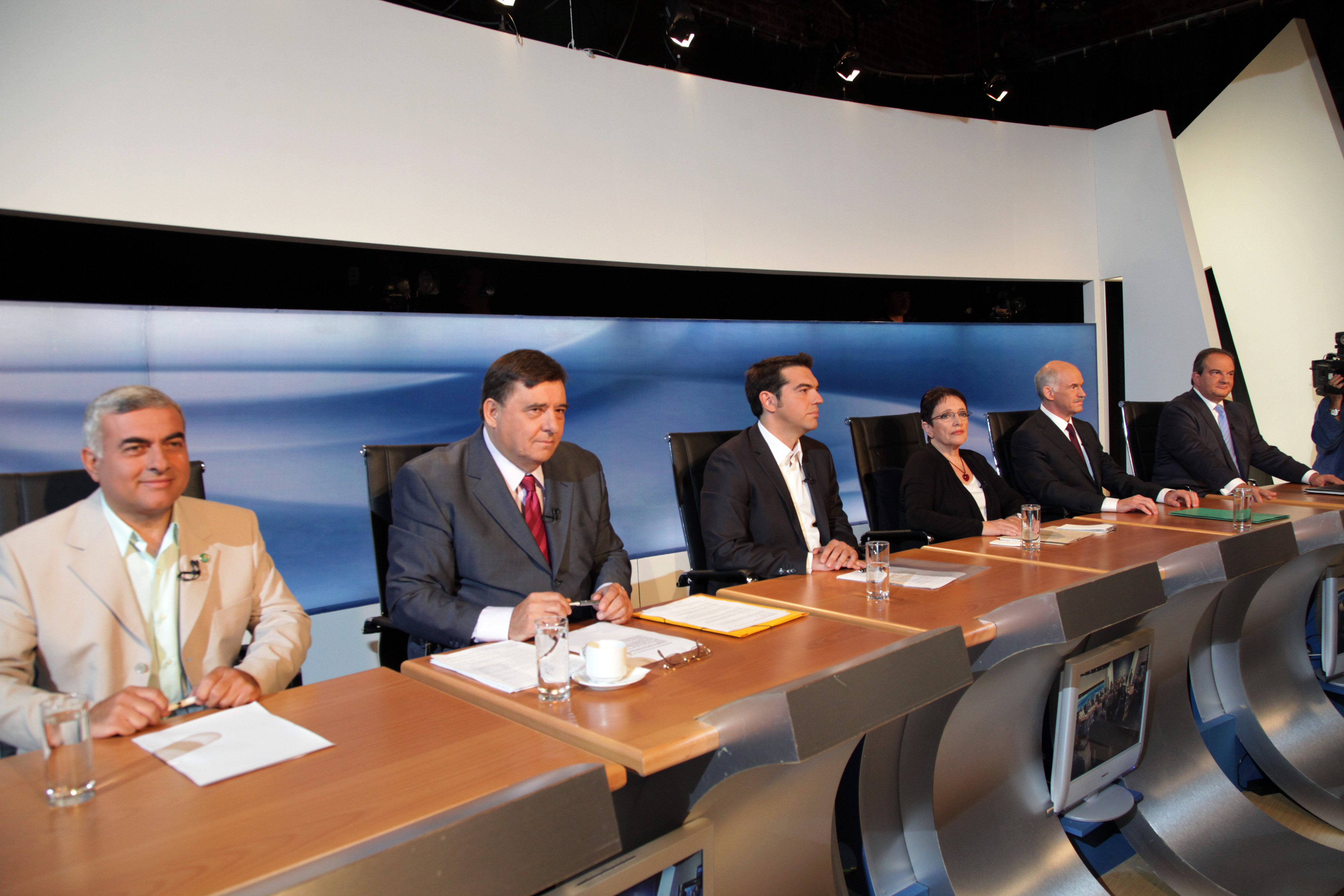
Dibattito televisivo per le elezioni parlamentari in Grecia del 2009 (Tsipras al centro).
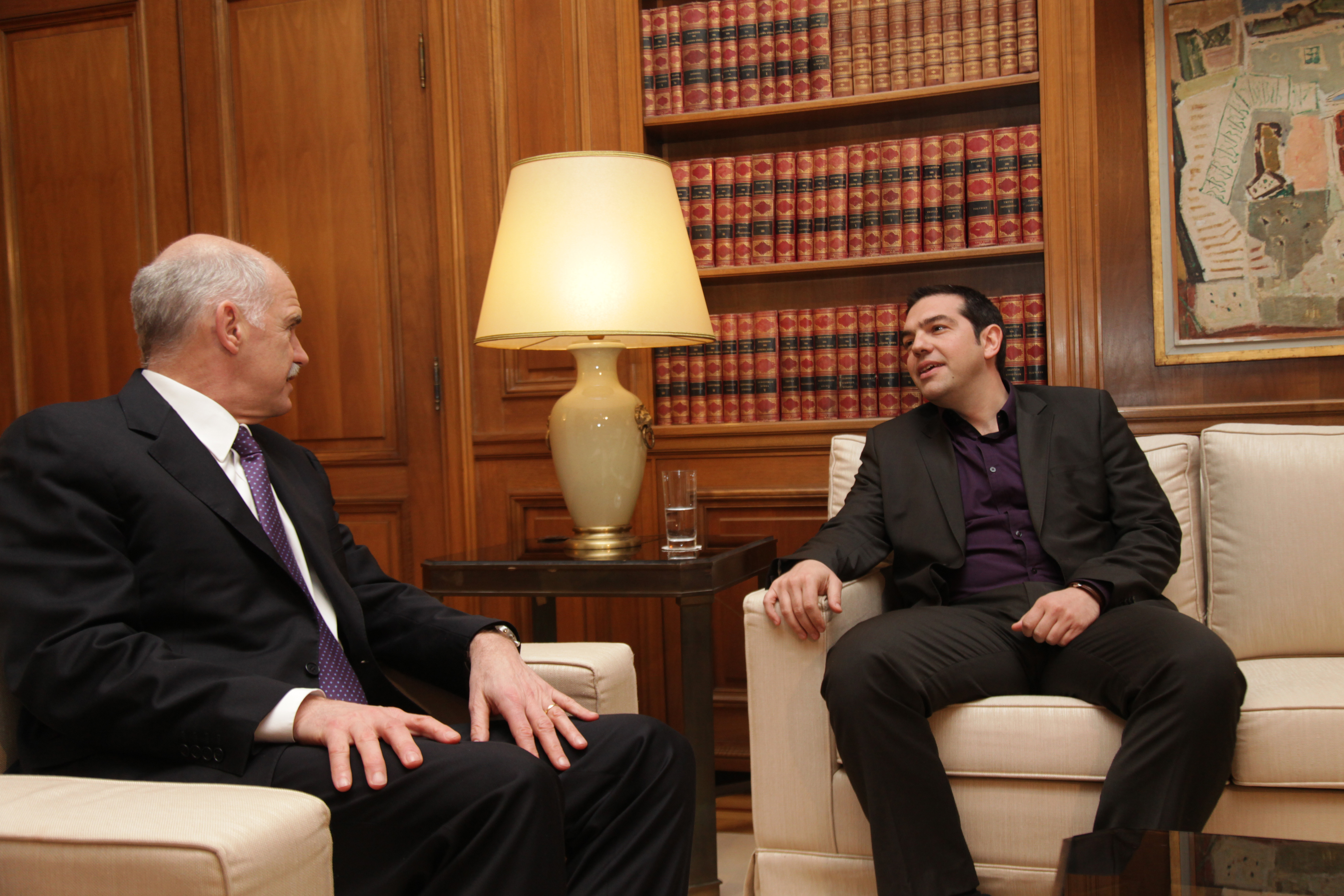
Incontro tra George Papandreou e Tsipras, l'8 marzo 2011.
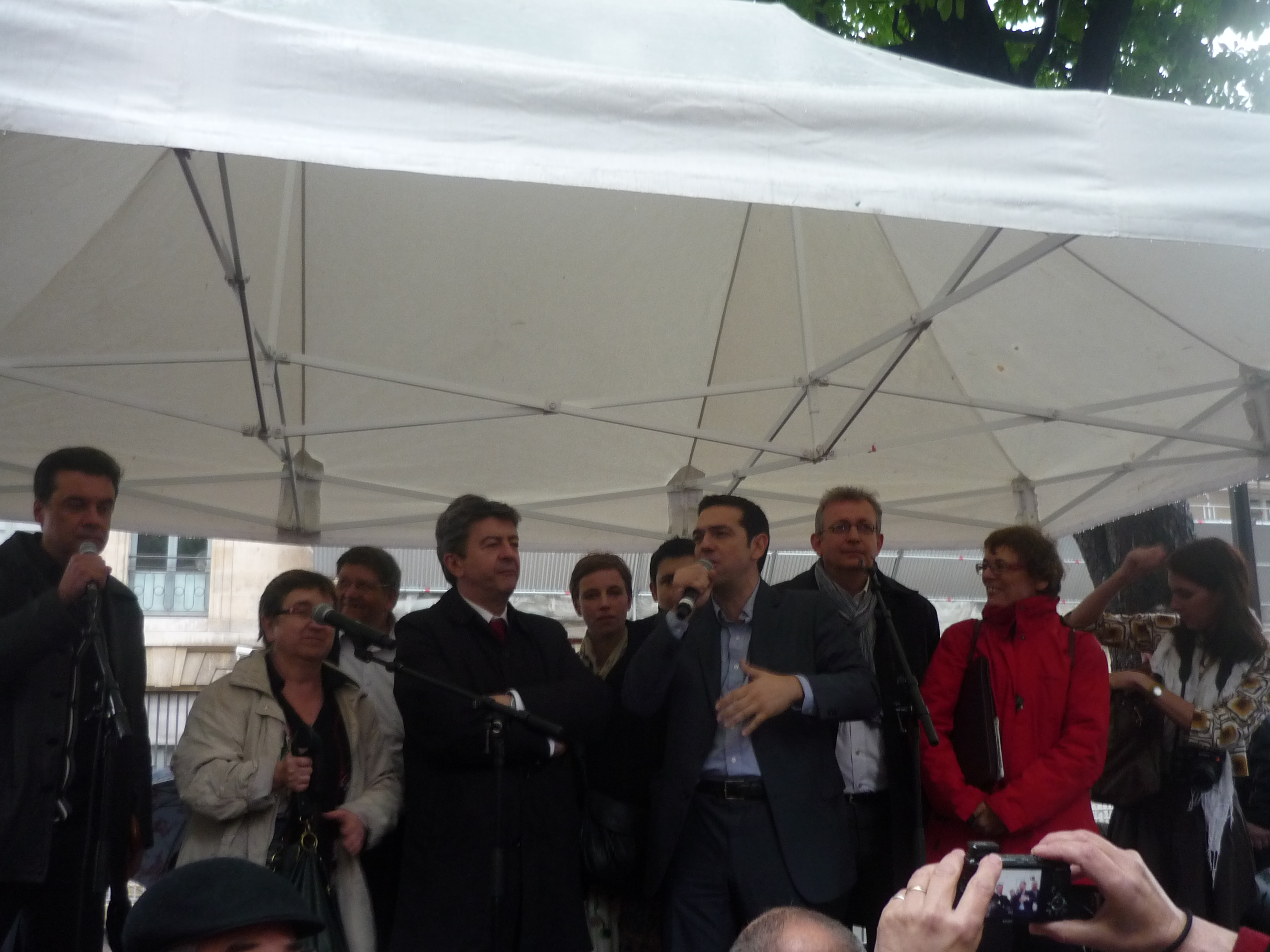
Incontro tra Jean-Luc Mélenchon e Alexīs Tsipras, il 21 maggio 2012.

### Manifesti elettorali

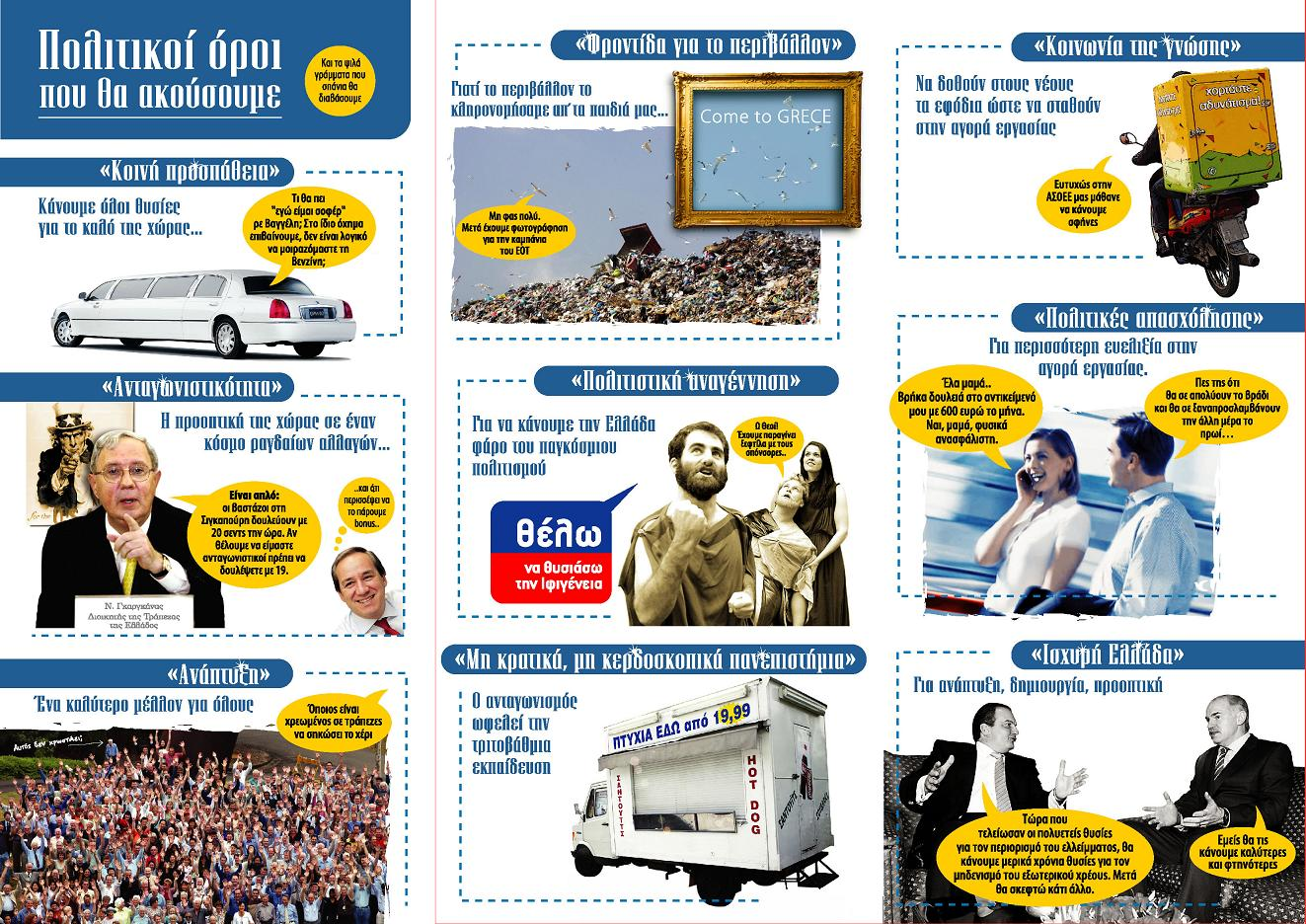
Manifesto elettorale del 2007, contro Nuova Democrazia e PASOK.
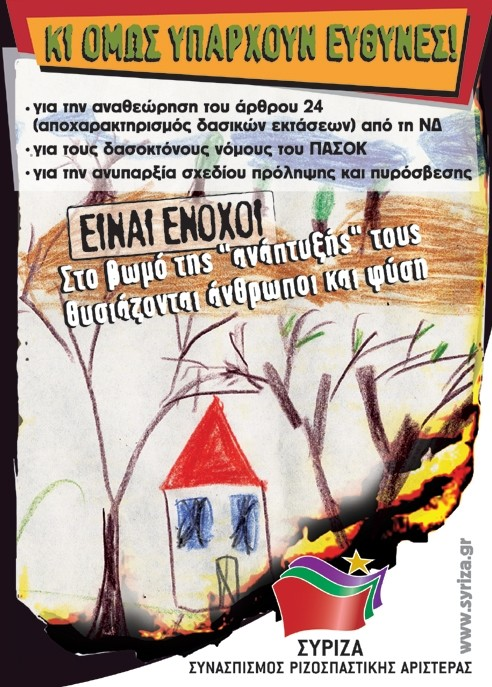
Manifesto elettorale del 2007: «Sono colpevoli: il loro 'sviluppo' sacrifica esseri umani e l'ambiente.»
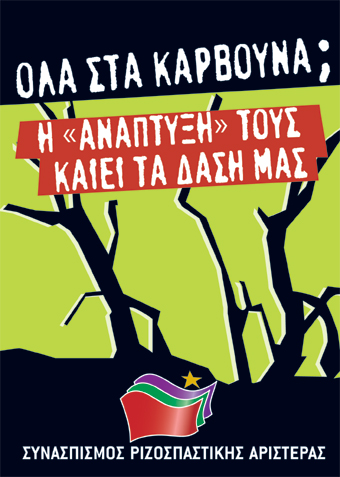
Manifesto elettorale del 2007: «Il loro 'sviluppo' brucia le nostre foreste.»
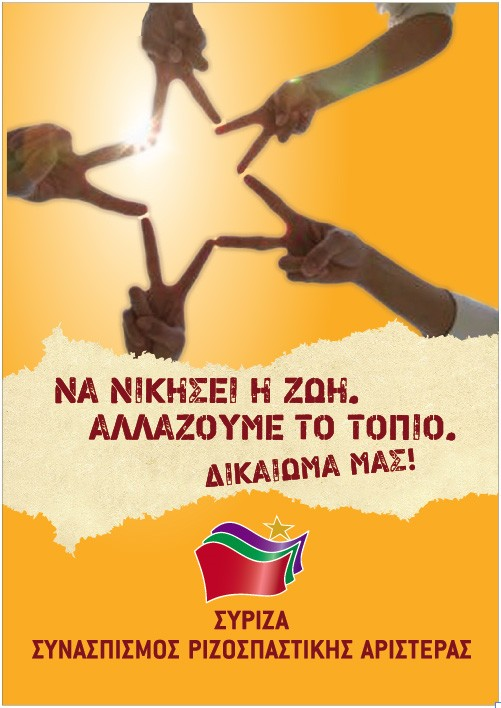
Manifesto elettorale del 2007: «La vita deve vincere. Stiamo cambiando il paesaggio politico: è un nostro diritto!»
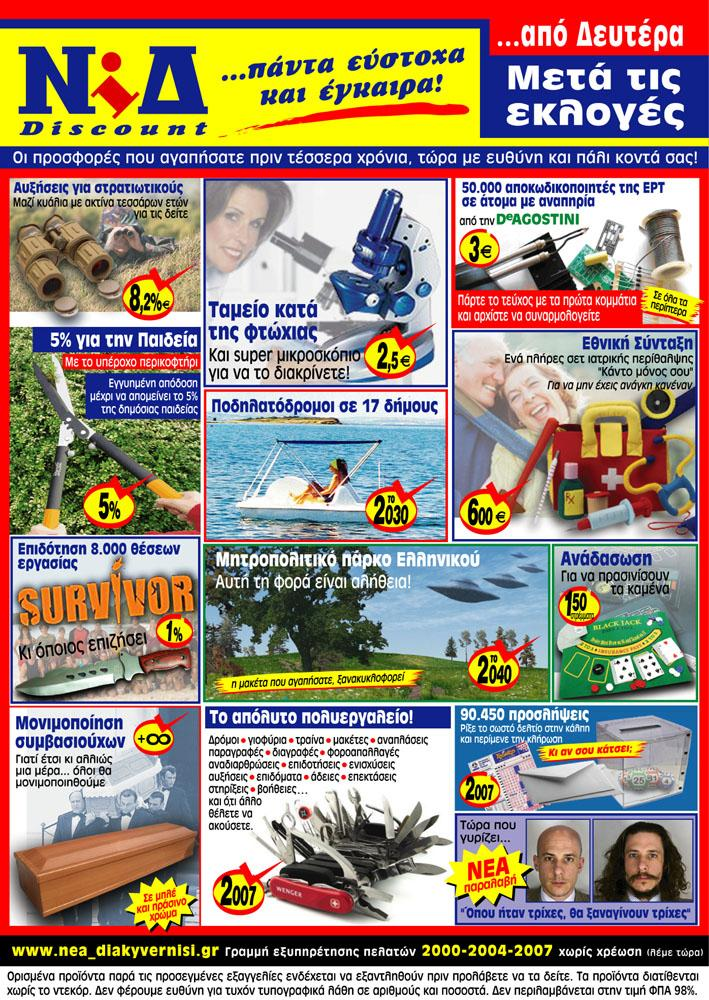
Manifesto elettorale del 2007, contro Nuova Democrazia e PASOK.